# Yuhua (Changsha)
Yuhua (chinesisch 雨花區 / 雨花区, Pinyin Yǔhuā qū) ist ein chinesischer Stadtbezirk der bezirksfreien Stadt Changsha, der Hauptstadt der Provinz Hunan. Der Stadtbezirk hat eine Fläche von 114,2 km² und zählt 927.400 Einwohner (Stand: 2018). Er liegt am Unterlauf des Xiang Jiang.

## Administrative Gliederung
Auf Gemeindeebene setzt sich der Stadtbezirk aus acht Straßenvierteln, einer Großgemeinde und einer Gemeinde zusammen. 